# USS Marlin (SST-2)
L' USS Marlin (SST-2), à l'origine USS T-2 (SST-2), était un sous-marin d'entraînement de classe T-1 en service de 1953 à 1973. Il était le deuxième sous-marin de l'United States Navy à porter le nom du marlin, un poisson gros gibier. À l'exception des 25 premiers sous-marins de développement antérieur à la Première Guerre mondiale, il était l'un des plus petits sous-marins opérationnels jamais construits pour l'US Navy.
Il a rejoint le Freedom Park à Omaha, dans le Nebraska, en tant que navire musée en 1974.

## Historique
Le T-2 a été établi le 1er mai 1952 par la division des bateaux électriques du Chantier naval Electric Boat de Groton au Connecticut. Il a été lancé le 14 octobre 1953 et mis en service en tant qu'USS T-2 le 20 novembre 1953. Après les essais en mer dans la région de la baie du Massachusetts, il a rejoint New London, fin janvier 1954 pour son port d'attache à la Naval Air Station Key West en Floride. Affecté au Submarine Squadron 12 de l'United States Fleet Forces Command, il a immédiatement commencé ses opérations dans le secteur du sud de la Floride en Baie de Guantánamo, à Cuba. Pendant une décennie et demie, il a rendu de précieux services en tant que cible et navire-école et a aidé à évaluer l'équipement et les tactiques de lutte anti-sous-marine.
Rebaptisé Marlin le 15 mai 1956, le sous-marin s'est déployé en baie de Guantanamo  pour des services au Fleet Training Group en janvier 1956, juillet et août 1958, mars 1960 et décembre 1961. En mars 1963, Marlin a participé à la  manifestation duNational Defence Industrial Association (en) (NDIA).
À partir de 1963, Marlin a effectué principalement des tâches ciblées pour les unités anti-sous-marines de surface et aériennes à la Fleet Sonar School (en) de Key West. En plus de la cible et de l'entraînement, Marlin a participé à diverses opérations de la flotte. Du 7 mars 1965 au 4 avril 1965, par exemple, Marlin rejoint son navire jumeau USS Mackerel (SST-1) et attaque les sous-marins USS Amberjack (SS-522), USS Batfish (SS-310) et USS Chivo (SS-341) , ainsi qu'un groupe de travail de la Mine Force, à participer à des manœuvres de guerre des mines.
Marlin et son navire jumeau Mackerel ont été mis hors service le 31 janvier 1973 lors d'une double cérémonie à la base navale de Key West. Tous deux ont également été rayés du registre des navires de la marine ce jour-là.

## Préservation
Le 15 août 1973, la marine américaine a fait don de Marlin pour l'utiliser comme navire-musée. Le 20 août 1974, il a été affecté pour être exposé en tant que sous-marin commémoratif dans le Freedom Park. Il est ouvert au public avec le sous-marin USS Hazard (AM-240) sur le front de mer du fleuve Missouri.
Il a été classé au registre national des lieux historiques le 17 janvier 1979  .

## Galerie

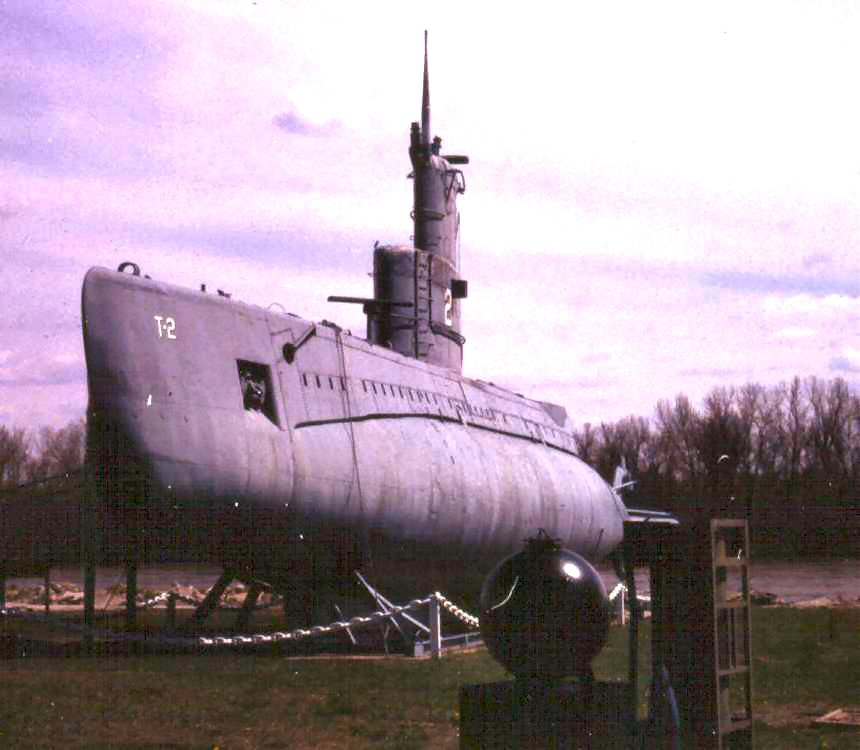
USS Marlin au Freedom Park
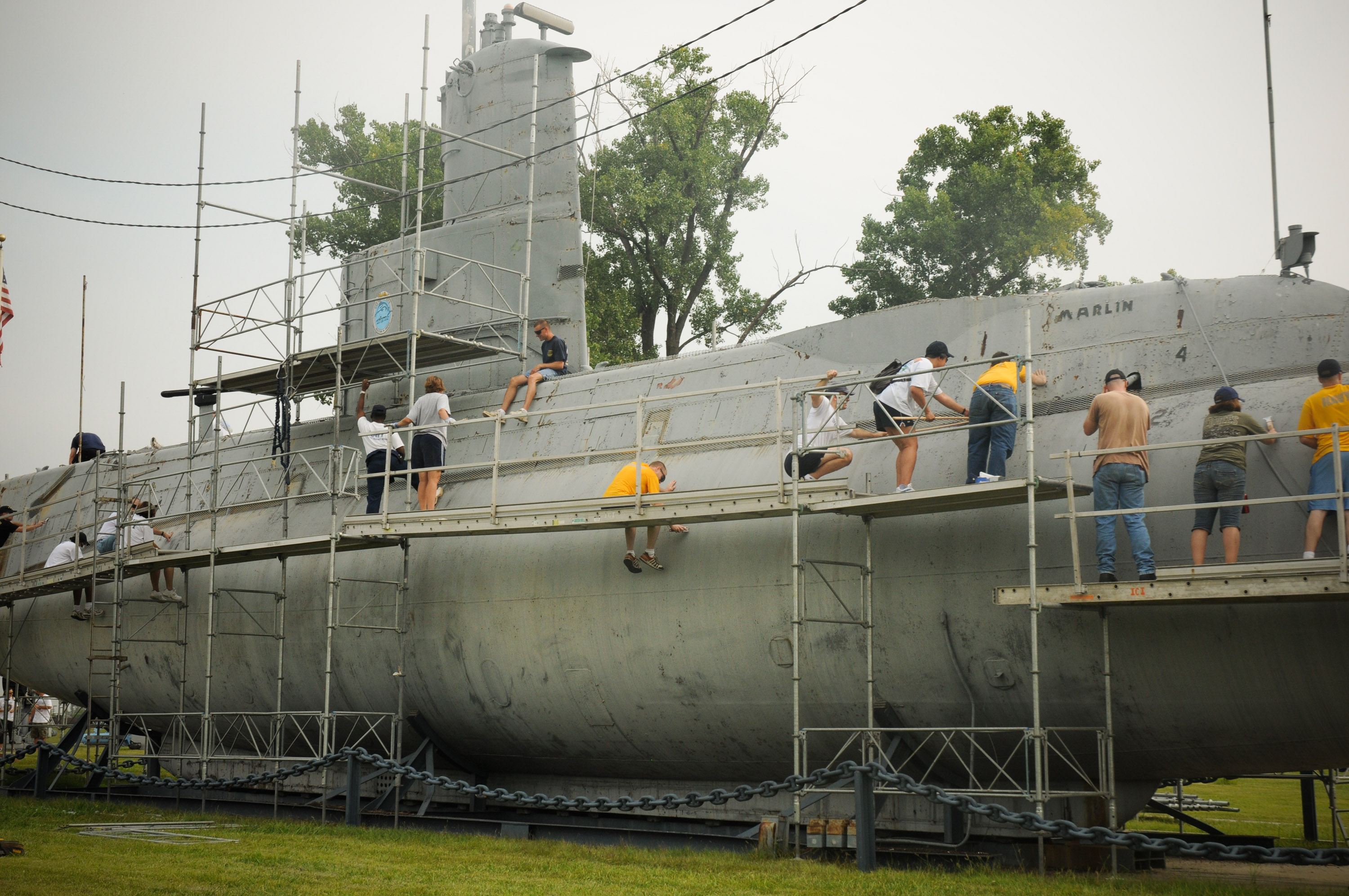
restauration